# Park Hee-jin
Bak Heui-jin (en hangeul : 박희진) est un poète sud-coréen né le 4 décembre 1931 dans le Gyeonggi et décédé le 31 mars 2015. 

## Biographie
Bak Hui-Jin est né en 1931 à Yeoncheon, dans la province coréenne de Gyeonggi-do, pendant la domination coloniale japonaise. En 1956, à l'âge de 25 ans, trois de ses poèmes furent recommandés en vue d'être publiés dans la revue Art littéraire (Munhak yesul), marquant ainsi le début de sa carrière en tant que poète. Son amour de la littérature était évident depuis son plus jeune âge ; ainsi, lorsqu'on lui avait demandé alors qu'il était écolier dans le primaire quel était son rêve pour l'avenir, il avait répondu sans hésiter qu'il souhaitait devenir écrivain. En raison de l'occupation de la Corée par le Japon, il fut contraint d'écrire et de parler japonais ; d'ailleurs ses premiers contacts avec la littérature furent en japonais, c'est donc tout naturellement qu'il s'est intéressé à la littérature japonaise, en particulier au haïku. 
Il a poursuivi ses études à l'université Koréa où il s'est spécialisé en anglais. Il a travaillé comme enseignant au lycée Dongseong. Il a été également membre du club littéraire Sahwajip dans les années 1960, et membre du club de lecture de poésie intitulé « Espace ». En 1976, il remporte le Prix Weol-tan.
Resté célibataire toute sa vie, il a admis avoir « épousé la poésie ». Il s'est abstenu de participer aux groupements d'écrivains qui tombaient souvent dans les pièges de l'idéologie politique plutôt que de se consacrer à la mise au point d'un art poétique détaché des préoccupations sociales. Il a par ailleurs affirmé avoir « apporté une véritable contribution au développement des magazines littéraires en Corée du Sud » et a également retiré une grande fierté d'avoir été « le premier qui a vraiment expérimenté les techniques de récitation poétique ». Il a défini le poète comme une personne « incroyablement amoureuse des mots » ; il souligne par ailleurs que les poètes « doivent se consacrer corps et âme à l'exercice du maniement du langage ».

## Œuvre
Le monde de la littérature met en contraste à la fois le ciel et la terre mais aussi la lumière et les ténèbres. Après la Libération de la Corée (1945), à partir de 1950, Bak s'est consacré complètement à l'écriture de la poésie. Dans un premier temps, l'utilisation de son coréen dans l'art poétique était maladroit, mais il s'est efforcé de créer son propre univers poétique en s'appuyant sur les tendances artistiques en Corée mais aussi sur la production internationale. Spécialisé en littérature anglaise pendant ses années universitaires, il a été fortement influencé par les poètes romantiques comme T. S. Eliot ou W. B. Yeats, ainsi que Rainer Maria Rilke et Paul Valéry. Il a aussi affirmé avoir été influencé par les poètes traditionalistes coréens tels que Seo Jeong-ju et Yu Chi-hwan, avec lesquels il a entretenu des échanges, ainsi que Cho Chi-hun, Park Mok-wol et Pak Tu-jin, qui ont écrit des poèmes traditionnels sur la nature. 
Bak, chose rare pour un poète coréen moderne, a également écrit des poèmes sur le voyage, notamment à la suite de ses longs voyages aux États-Unis et en Europe.